# Rennrodel-Europameisterschaften 2000
Die 37. Rennrodel-Europameisterschaften wurden 2000 in Winterberg organisiert. Die von der Fédération Internationale de Luge de Course veranstalteten kontinentalen Titelkämpfe wurden 10. bis zum 16. Januar 2000 ausgetragen. Es gab Wettbewerbe in den Einsitzern für Männer und Frauen, in Doppelsitzern für Männer sowie mit der Staffel. Abgesehen vom letzten Wettbewerb wurden alle Wettbewerbe in zwei Läufen entschieden. Da im Rodel-Weltcup bereits ab Mitte Dezember 1999 nach dem Wettbewerb in Calgary pausiert wurde, war die EM noch vor dem nächsten Weltcup-Termin der erste internationale Wettkampf im Jahr 2000. Da zudem die Weltmeisterschaften nur 14 Tage nach der EM stattfinden würden, wurde auch außereuropäischen Verbänden zugesagt, ihre Athleten nach Winterberg entsenden und an der EM teilnehmen lassen zu können. Letztlich nahmen auch Sportler aus den USA, Kanada, Venezuela, Argentinien, Japan und Indien teil.
Die mit Abstand erfolgreichste Mannschaft war das deutsche Team, das alle vier Titel und insgesamt 9 von 12 möglichen Medaillen gewann.

## Frauen
Am Start waren zu Beginn des zweiten Wettkampftages insgesamt 34 Sportlerinnen, von denen 32 noch zum zweiten Lauf antraten.
Favoritinnen waren die gesetzte Titelverteidigerin und Olympiasiegerin Silke Kraushaar sowie die den aktuellen Weltcup dominierende Sylke Otto, die drei der fünf bis dahin absolvierten Weltcup-Wettbewerbe gewonnen hatte. Hinzu kamen die Überraschungsweltmeisterin von 1999 Sonja Wiedemann sowie ihre Teamkollegin Barbara Niedernhuber, die in dieser Zeit zusammen mit Otto und Kraushaar die Rennrodelwettbewerbe dominierte.
Bereits im ersten Lauf unterstrich Sylke Otto ihre starke Saisonform und verwies ihre Konkurrentin Silke Kraushaar mit über zwei Zehnteln Vorsprung auf den Silberrang. Dahinter platzierten sich mit Barbara Niedernhuber und Sonja Wiedemann zwei weitere deutsche Athletinnen, ehe sich mit Angelika Neuner aus Österreich die erste Athletin aus einem anderen Land platzierte. Im zweiten Lauf verbesserte sich Otto nochmals und konnte so ihren ersten Europameister-Titel feiern. Silke Kraushaar machte es mit der nur viertbesten Zeit nochmal spannend, am Ende reichte aber ihre Vorsprung aus dem ersten Lauf, um sich Silber vor Barbara Niedernhuber zu sichern. Sonja Wiedemann und Gaby Bender auf den nächsten beiden Plätzen rundeten den deutschen Erfolg ab.
Datum: 15. Januar 2000
| Platz | Sportler             | Land                   | 1. Lauf | 2. Lauf | Zeit            |
| ----- | -------------------- | ---------------------- | ------- | ------- | --------------- |
| 1     | Sylke Otto           | Deutschland            | 44.293  | 44.175  | 1:29.008        |
| 2     | Silke Kraushaar      | Deutschland            | 44.549  | 44.950  | 1:29.499 +0.491 |
| 3     | Barbara Niedernhuber | Deutschland            | 44.627  | 44.907  | 1:29.534 +0.526 |
| 4     | Sonja Wiedemann      | Deutschland            | 44.707  | 44.946  | 1:29.653 +0.645 |
| 5     | Gabi Bender          | Deutschland            | 44.977  | 45.045  | 1:30.022 +1.014 |
| 6     | Angelika Neuner      | Österreich             | 44.883  | 45.248  | 1:30.131 +1.123 |
| 7     | Becky Wilczak        | Vereinigte Staaten     | 45.056  | 45.335  | 1:30.391 +1.383 |
| 8     | Iluta Gaile          | Lettland               | 45.090  | 45.436  | 1:30.526 +1.518 |
| 9     | Lilia Ludan          | Ukraine                | 45.104  | 45.427  | 1:30.531 +1.523 |
| 10    | Brenna Margol        | Vereinigte Staaten     | 45.426  | 45.291  | 1:30.717 +1.709 |
| 11    | Simone Eder          | Österreich             | 45.208  | 45.527  | 1:30.735 +1.727 |
| 12    | Melanie Penz         | Österreich             | 45.286  | 45.465  | 1:30.751 +1.743 |
| 13    | Ashley Hayden        | Vereinigte Staaten     | 45.335  | 45.432  | 1:30.767 +1.759 |
| 14    | Regan Lauscher       | Vereinigte Staaten     | 45.359  | 45.430  | 1:30.789 +1.781 |
| 15    | Natalie Obkircher    | Italien                | 45.208  | 45.598  | 1:30.806 +1.798 |
| 16    | Sonja Manzenreiter   | Österreich             | 45.348  | 45.459  | 1:30.807 +1.799 |
| 17    | Courtney Zablocki    | Vereinigte Staaten     | 45.297  | 45.550  | 1:30.847 +1.839 |
| 18    | Anna Orlova          | Lettland               | 45.211  | 45.697  | 1:30.908 +1.900 |
| 19    | Margarita Klimenko   | Russland               | 45.337  | 45.590  | 1:30.927 +1.919 |
| 20    | Waltraud Schiefer    | Italien                | 45.396  | 45.542  | 1:30.938 +1.930 |
| 21    | Yumie Kobayashi      | Japan                  | 45.548  | 45.552  | 1:31.100 +2.092 |
| 22    | Nadja Unterholzner   | Italien                | 45.511  | 45.787  | 1:31.298 +2.290 |
| 23    | Oryslava Chukhlib    | Ukraine                | 45.888  | 45.826  | 1:31.714 +2.706 |
| 24    | Marketa Jeriova      | Tschechien             | 45.747  | 46.376  | 1:32.123 +3.115 |
| 25    | Nicole Simon         | Kanada                 | 46.097  | 46.424  | 1:32.521 +3.513 |
| 26    | Sandra Jäger         | Liechtenstein          | 46.275  | 46.634  | 1:32.909 +3.901 |
| 27    | Anna Maria Pătrașcu  | Rumänien               | 46.410  | 46.505  | 1:32.915 +3.907 |
| 28    | Celine Ore           | Norwegen               | 46.552  | 46.435  | 1:32.987 +3.979 |
| 29    | Alena Ninisova       | Slowakei               | 46.555  | 46.453  | 1:33.008 +4.000 |
| 30    | Paola Orsini         | Venezuela              | 47.870  | 46.589  | 1:34.459 +5.451 |
| 31    | Rachel Keen          | Vereinigtes Königreich | 47.186  | 47.630  | 1:34.816 +5.808 |
| 32    | Laura James          | Liechtenstein          | 49.432  | 46.745  | 1:36.177 +7.169 |
| −     | Anastasia Antonowa   | Russland               | 45.730  | DNF     | DNF             |
| −     | Maja Petuchova       | Russland               | DNF     | DNF     | DNF             |

## Doppelsitzer Männer
Bei dem vorletzten EM-Wettbewerb gingen 21 Doppelsitzer an den Start, von denen 18 den zweiten Lauf erreichten.
Als Favoriten für den Titel galten die amtierenden Weltmeister Patric Leitner und Alexander Resch, die im laufenden Weltcup drei der fünf absolvierten Wettbewerbe gewonnen hatten. Auf ähnlichem Niveau bewegte sich das Duo Skel/Wöller, welches auch zwei Weltcup-Wettbewerbe gewonnen hatte und um die Nachfolge der zurückgetretenen Olympiasieger und letzten Europameister Stefan Krauße/Jan Behrendt kämpften. Aus anderen Ländern waren am ehesten die Schiegl-Brüder aus Österreich, immerhin zweifache Weltmeister, in der Lage, die deutsche Dominanz zu gefährden.
Nach dem ersten Lauf gingen Leitner/Resch bereits mit einigem Vorsprung in Führung, während der Kampf um die weiteren Medaillen Spannung versprach. Zeitgleich belegten Skel/Wöller und die Italiener Plankensteiner/Haselrieder den zweiten Platz, mit etwas mehr als einer Zehntel Rückstand platzierten sich die Schiegl-Brüder dahinter. Medaillenchancen hatte ebenfalls noch das dritte deutsche Duo Schmidt/Forker, während der Rest des Feldes schon zu weit abgeschlagen war.
Im zweiten Lauf sicherten sich Leitner/Resch mit erneuter Laufbestzeit letztlich souverän ihren ersten EM-Titel. Dahinter sicherten sich Skel/Wöller mit der drittbesten Laufzeit Silber, während Plankensteiner/Haselrieder sich selbst um eine Medaille brachten. Mit der nur sechstbesten Laufzeit mussten die Italiener noch die Schiegl-Brüder an sich vorbeiziehen lassen. Die Österreicher fuhren im zweiten Durchgang die zweitbeste Laufzeit und gewannen so noch die Bronzemedaille.
Datum: 15. Januar 2000
| Platz | Sportler                                  | Land               | 1. Lauf | 2. Lauf | Zeit            |
| ----- | ----------------------------------------- | ------------------ | ------- | ------- | --------------- |
| 1     | Patric Leitner Alexander Resch            | Deutschland        | 44.192  | 44.286  | 1:28.478        |
| 2     | Steffen Skel Steffen Wöller               | Deutschland        | 44.461  | 44.459  | 1:28.920 +0.442 |
| 3     | Markus Schiegl Tobias Schiegl             | Österreich         | 44.584  | 44.435  | 1:29.019 +0.541 |
| 4     | Gerhard Plankensteiner Oswald Haselrieder | Italien            | 44.461  | 44.681  | 1:29.142 +0.664 |
| 5     | Sebastian Schmidt André Forker            | Deutschland        | 44.648  | 44.564  | 1:29.212 +0.734 |
| 6     | Chris Thorpe Gordy Sheer                  | Vereinigte Staaten | 45.009  | 44.666  | 1:29.675 +1.197 |
| 7     | Kurt Brugger Wilfried Huber               | Italien            | 45.003  | 44.933  | 1:29.936 +1.458 |
| 8     | Christian Oberstolz Patrick Gruber        | Italien            | 44.965  | 45.028  | 1:29.993 +1.515 |
| 9     | Ihor Urbanskyj Andrij Muchin              | Ukraine            | 44.902  | 45.121  | 1:30.023 +1.545 |
| 10    | Danil Tschaban Oleg Jermolin              | Russland           | 44.882  | 45.155  | 1:30.037 +1.559 |
| 11    | Ivars Deinis Sandris Bērziņš              | Lettland           | 44.891  | 45.171  | 1:30.062 +1.584 |
| 12    | Chris Moffat Eric Pothier                 | Kanada             | 45.147  | 44.961  | 1:30.108 +1.630 |
| 13    | Andreas Linger Wolfgang Linger            | Österreich         | 45.318  | 45.022  | 1:30.340 +1.862 |
| 14    | Walter Marx Ľubomír Mick                  | Slowakei           | 45.682  | 44.981  | 1:30.663 +2.185 |
| 15    | Eugen Radu Marian Tican                   | Rumänien           | 45.865  | 45.806  | 1:31.671 +3.193 |
| 16    | Sergei Dobrinin Sergei Tschudinow         | Russland           | 45.891  | 46.065  | 1:31.956 +3.478 |
| 17    | Ion Cristian Stanciu Robert Taleanu       | Rumänien           | 46.350  | 46.291  | 1:32.641 +4.163 |
| 18    | Alexej Boldirev Evgeniy Zikov             | Russland           | 46.618  | 48.229  | 1:34.847 +6.369 |
| −     | Anders Söderberg Bengt Walden             | Schweden           | 45.037  | DNS     | DNS             |
| −     | Takahisa Oguchi Kei Takahashi             | Japan              | DNF     | DNF     | DNF             |
| −     | Nick Sullivan Matt McClain                | Vereinigte Staaten | DNF     | DNF     | DNF             |

## Männer
Im Sauerland kam es zum Wettkampf der Großen Drei, die seit Jahren den Rennrodelsport im Männerbereich beherrschten. Markus Prock aus Österreich reiste als Titelverteidiger und schon vierfacher Weltmeister an. Armin Zöggeler aus Italien, war amtierender Weltmeister und absolut souveräner Spitzenreiter im Weltcup, da er bis dahin alle Wettbewerbe der laufenden Saison gewonnen hatte. Schließlich Georg Hackl aus Deutschland als dreifacher und amtierender Olympiasieger, ein Titel, der den beiden anderen Dauerkontrahenten noch fehlte. Hinzu kam mit Altmeister Jens Müller ein vierter Titelfavorit, der hinter Hackl seit Jahren die gefühlt ewige Nummer zwei im deutschen Männerbereich war. Allerdings befand sich der Olympiasieger von 1988 in einer hervorragenden Form, die er mit vier zweiten Plätzen in Folge im Weltcup unter Beweis gestellt hatte.
Diese gute Form zeigte Müller auch gleich im ersten Lauf und lag zur Überraschung nicht Weniger zur Halbzeit mit zwei Zehnteln Vorsprung vor Hackl. Danach folgten Prock und Zöggeler. Der Italiener zog im zweiten Lauf nochmal alle Register und fuhr Laufbestzeit, womit er sich am Ende noch vor Prock schob und Bronze gewann. Im Kampf um Gold hatte Hackl gegenüber Müller erneut das Nachsehen, so dass der Thüringer seinen fünften EM-Titel feiern konnte. Zwei Wochen später rundete Müller die Saison mit dem WM-Titel in der Einzelkonkurrenz ab. EM-Neuling Dennis Geppert belegte noch vor dem vierten deutschen Starter Karsten Albert einen achtbaren fünften Rang.
Datum: 16. Januar 2000
| Platz | Sportler             | Land                   | 1. Lauf | 2. Lauf  | Zeit            |
| ----- | -------------------- | ---------------------- | ------- | -------- | --------------- |
| 1     | Jens Müller          | Deutschland            | 54.627  | 55.646   | 1:50.273        |
| 2     | Georg Hackl          | Deutschland            | 54.847  | 55.665   | 1:50.512 +0.239 |
| 3     | Armin Zöggeler       | Italien                | 54.970  | 55.600   | 1:50.570 +0.297 |
| 4     | Markus Prock         | Österreich             | 54.891  | 55.722   | 1:50.613 +0.340 |
| 5     | Denis Geppert        | Deutschland            | 55.032  | 55.876   | 1:50.908 +0.635 |
| 6     | Karsten Albert       | Deutschland            | 55.152  | 55.908   | 1:51.060 +0.787 |
| 7     | Markus Kleinheinz    | Österreich             | 55.150  | 56.033   | 1:51.183 +0.910 |
| 8     | Jaroslav Slavik      | Slowakei               | 55.158  | 56.364   | 1:51.522 +1.249 |
| 9     | Stefan Höhener       | Schweiz                | 55.416  | 56.114   | 1:51.530 +1.257 |
| 10    | Gerhard Gleirscher   | Österreich             | 55.370  | 56.180   | 1:51.550 +1.277 |
| 11    | Reinhold Rainer      | Italien                | 55.352  | 56.237   | 1:51.589 +1.316 |
| 12    | Rainer Margreiter    | Österreich             | 55.319  | 56.334   | 1:51.653 +1.380 |
| 13    | Wilfried Huber       | Italien                | 55.380  | 56.322   | 1:51.702 +1.429 |
| 14    | Chris Moffat         | Kanada                 | 55.655  | 56.180   | 1:51.835 +1.562 |
| 15    | Clay Ives            | Vereinigte Staaten     | 55.588  | 56.306   | 1:51.894 +1.621 |
| 16    | Adam Heidt           | Vereinigte Staaten     | 55.563  | 56.334   | 1:51.897 +1.624 |
| 17    | Mārtiņš Rubenis      | Lettland               | 55.734  | 56.353   | 1:52.087 +1.814 |
| 18    | Ľubomír Mick         | Slowakei               | 55.725  | 56.447   | 1:52.172 +1.899 |
| 19    | Tyler Seitz          | Kanada                 | 55.810  | 56.400   | 1:52.210 +1.937 |
| 20    | Tony Benshoof        | Vereinigte Staaten     | 55.811  | 56.410   | 1:52.221 +1.948 |
| 21    | Johan Rousseau       | Frankreich             | 55.809  | 56.543   | 1:52.352 +2.079 |
| 22    | Reto Gilly           | Schweiz                | 55.978  | 56.516   | 1:52.494 +2.221 |
| 23    | Shigeaki Ushijima    | Japan                  | 55.875  | 56.673   | 1:52.548 +2.275 |
| 24    | Walter Marx          | Slowakei               | 55.994  | 56.740   | 1:52.734 +2.461 |
| 25    | Kurt Brugger         | Italien                | 56.312  | 56.472   | 1:52.784 +2.511 |
| 26    | Bengt Walden         | Schweden               | 56.378  | 56.685   | 1:53.063 +2.790 |
| 27    | Martin Abentung      | Österreich             | 56.727  | 56.629   | 1:53.356 +3.083 |
| 28    | Goro Hayashibe       | Japan                  | 56.573  | 56.928   | 1:53.501 +3.228 |
| 29    | Eric Pothier         | Kanada                 | 56.289  | 57.302   | 1:53.591 +3.318 |
| 30    | Nick Sullivan        | Vereinigte Staaten     | 56.779  | 56.882   | 1:53.661 +3.388 |
| 31    | Manfred Heinzelmaier | Belgien                | 56.808  | 56.959   | 1:53.767 +3.494 |
| 32    | Viktor Kneib         | Russland               | 56.746  | 57.108   | 1:53.854 +3.581 |
| 33    | Ryan Paton           | Kanada                 | 57.056  | 57.096   | 1:54.152 +3.879 |
| 34    | Anders Söderberg     | Schweden               | 57.015  | 57.159   | 1:54.174 +3.901 |
| 35    | Wjatscheslaw Nosik   | Russland               | 57.318  | 57.205   | 1:54.523 +4.250 |
| 36    | Mark Hatton          | Vereinigtes Königreich | 57.385  | 57.355   | 1:54.740 +4.467 |
| 37    | Shiva Keshavan       | Indien                 | 56.972  | 58.158   | 1:55.130 +4.857 |
| 38    | Ion Cristian Stanciu | Rumänien               | 57.546  | 57.866   | 1:55.412 +5.139 |
| 39    | Andrij Muchin        | Ukraine                | 57.818  | 58.072   | 1:55.890 +5.617 |
| 40    | Ihor Urbanskyj       | Ukraine                | 57.941  | 58.134   | 1:56.075 +5.802 |
| 41    | Andrew Croucher      | Vereinigtes Königreich | 58.225  | 58.157   | 1:56.382 +6.109 |
| 42    | Andreas Tangen       | Norwegen               | 58.298  | 58.119   | 1:56.417 +6.144 |
| 43    | Marian Tican         | Rumänien               | 58.163  | 58.562   | 1:56.725 +6.452 |
| 44    | Eugen Radu           | Rumänien               | 58.647  | 58.428   | 1:57.075 +6.802 |
| 45    | Ruben Gonzales       | Argentinien            | 58.461  | 58.810   | 1:57.271 +6.998 |
| 46    | Robert Taleanu       | Rumänien               | 59.181  | 58.863   | 1:58.044 +7.771 |
| 47    | Marcelo González     | Argentinien            | 59.762  | 1:00.420 | 2:00.182 +9.909 |
| −     | Yann Frichteau       | Frankreich             | 56.321  | 57.120   | DSQ             |

## Teamrennen
Der Wettbewerb wurde in Einzelrennen ausgetragen, deren einzelne Zeiten in Punkte umgerechnet wurden. Dabei wurden die Punkte bei den Einsitzern in Einer-Schritten, bei den Doppelsitzern allerdings in Zweier-Schritten vergeben. Diese Vorgehensweise sollte zu diversen Kuriositäten bei den Platzierungen führen, die rückwirkend betrachtet, zum Ende der Punktwertung führten, denn 2000 wurden letztmalig Punkte verteilt. Neu war weiterhin, das in den Einzelkonkurrenzen nur noch ein Starter pro Team bei den Männern und Frauen in die Wettkampfwertung einging, statt wie bis dahin zwei Starter. Zuerst gingen die Männer ins Rennen, anschließend die Frauen-Einsitzer und als letztes die Doppelsitzer.
Pro Nation durften zwei Teams nominiert werden. Es gingen 16 Mannschaften an den Start, davon 12 Teams aus Europa, drei Teams aus Nordamerika, 1 Team aus Asien sowie ein gemischtes Team unter der Flagge der FIL.
Den ersten EM-Wettbewerb entschied Team Deutschland I souverän für sich, alle Athleten fuhren in ihren Konkurrenzen jeweils Bestzeit mit Bahnrekord und erreichten somit die maximale Punktzahl. Dahinter platzierte sich Team Deutschland II in dem durch Bundestrainer Thomas Schwab nach den Trainingseindrücken etwas überraschend Sonja Wiedemann statt die im Weltcup stärkere Silke Kraushaar nominiert wurde. Bronze gewann Team Italien I, allerdings nur nach der Punktzahl. Von der Gesamtzeit her war das viertplatzierte Team Österreich I schneller, Italien profitierte aber vom stärkeren Punktabzug bei den Doppelsitzern. Bei einer Punktvergabe in Einer-Schritten für alle Konkurrenzen wären beide Teams punktgleich gewesen. Die verpasste Bronzemedaille für Österreich war aber nur eine Kuriosität des Wettbewerbs. Auch die Teams von Lettland und Russland I profitierten überproportional von ihren starken Doppelsitzern. Mit der nur achtbesten Gesamtzeit wurden die Letten nach Punkten Fünfte, das Team Russland I mit der gar nur zehntbesten Zeit Sechste. Leidtragende waren Teams wie Italien II, welches mit der fünftbesten Gesamtzeit nur den siebten Platz belegte. Bei der nächsten EM wurden folgerichtig nur noch die Gesamtzeiten als Platzierungsgrundlage gewertet.
Datum: 14. Januar 2000
| Platz | Land           | Sportler                                                    | Laufzeiten                          | Punkte   | Gesamt | Gesamtzeit            |
| ----- | -------------- | ----------------------------------------------------------- | ----------------------------------- | -------- | ------ | --------------------- |
| 1     | Deutschland I  | Georg Hackl Sylke Otto Leitner/Resch                        | 54.784 (1) 44.628 (1) 44.293 (1)    | 30       | 90     | 2:23.705 0(1)         |
| 2     | Deutschland II | Karsten Albert Sonja Wiedemann Skel/Wöller                  | 55.070 (3) 44.856 (2) 44.395 (2)    | 28 29 28 | 85     | 2:24.321 0(2) +0.616  |
| 3     | Italien I      | Armin Zöggeler Natalie Obkircher Plankensteiner/Haselrieder | 55.003 (2) 45.246 (5) 44.580 (3)    | 29 26    | 81     | 2:24.829 0(4) +1.124  |
| 4     | Österreich I   | Markus Prock Angelika Neuner Schiegl/Schiegl                | 55.070 (3) 44.971 (3) 44.610 (4)    | 28 24    | 80     | 2:24.651 0(3) +0.946  |
| 5     | Lettland I     | Mārtiņš Rubenis Iluta Gaile Deinis/Bērziņš                  | 55.857 (13) 45.213 (4) 44.862 (6)   | 18 27 20 | 65     | 2:25.932 0(8) +2.227  |
| 6     | Russland I     | Wiktor Kneib Margarita Klimenko Tschaban/Jermolin           | 56.107 (14) 45.344 (6) 44.826 (5)   | 17 25 22 | 64     | 2:26.277 (10) +2.572  |
| 7     | Italien II     | Reinhold Rainer Waltraud Schiefer Brugger/Huber             | 55.417 (8) 45.383 (7) 44.892 (8)    | 23 24 16 | 63     | 2:25.692 0(5) +1.9287 |
| 8     | USA II         | Clay Ives Brenna Margol Sullivan/McClain                    | 55.462 (10) 45.949 (9) 44.869 (7)   | 21 22 18 | 61     | 2:25.825 0(6) +2.120  |
| 9     | Österreich II  | Gerhard Gleirscher Simone Eder Linger/Linger                | 55.196 (5) 45.457 (8) 45.229 (11)   | 26 23 10 | 59     | 2:25.882 0(7) +2.177  |
| 10    | Kanada I       | Chris Moffat Regan Lauscher Moffat/Pothier                  | 55.262 (6) 45.643 (11) 45.101 (10)  | 25 20 12 | 57     | 2:26.006 0(9) +2.371  |
| 11    | Slowakei I     | Jaroslav Slavik Alena Ninisova Mick/Marx                    | 55.318 (7) 46.727 (16) 44.973 (9)   | 24 15 14 | 53     | 2:27.018 (12) +3.383  |
| 12    | USA I          | Adam Heidt Becky Wilczak Thorpe/Sheer                       | 55.454 (9) 45.558 (10) 45.535 (13)  | 22 21 6  | 49     | 2:26.547 (11) +2.842  |
| 13    | Russland II    | Vecheslav Nosik Anastasia Antonowa Boldirev/Zikov           | 57.471 (15) 45.791 (12) 45.424 (12) | 16 19 8  | 43     | 2:28.686 (14) +5.051  |
| 14    | Japan I        | Shigeaki Ushijiama Yumie Kobayashi Oguchi/Takahashi         | 55.662 (11) 45.844 (13) 45.651 (14) | 20 18 4  | 42     | 2:27.157 (13) +3.522  |
| 15    | FIL I          | Bengt Walden Celine Ore Söderberg/Walden                    | 55.723 (12) 46.545 (14) 46.946 (16) | 19 17 2  | 38     | 2:29.214 (15) +5.478  |
| 16    | Rumänien I     | Christian Stanciu Anna Maria Pătrașcu Radu/Tican            | 57.583 (16) 46.637 (15) 45.786 (15) | 15 16 2  | 33     | 2:30.006 (16) +6.371  |

## Medaillenspiegel
| Platz | Land        | Gold | Silber | Bronze | Gesamt |
| ----- | ----------- | ---- | ------ | ------ | ------ |
| 1     | Deutschland | 4    | 4      | 1      | 9      |
| 2     | Italien     | 0    | 0      | 2      | 2      |
| 3     | Österreich  | 0    | 0      | 1      | 1      |